# أدريان نيوي

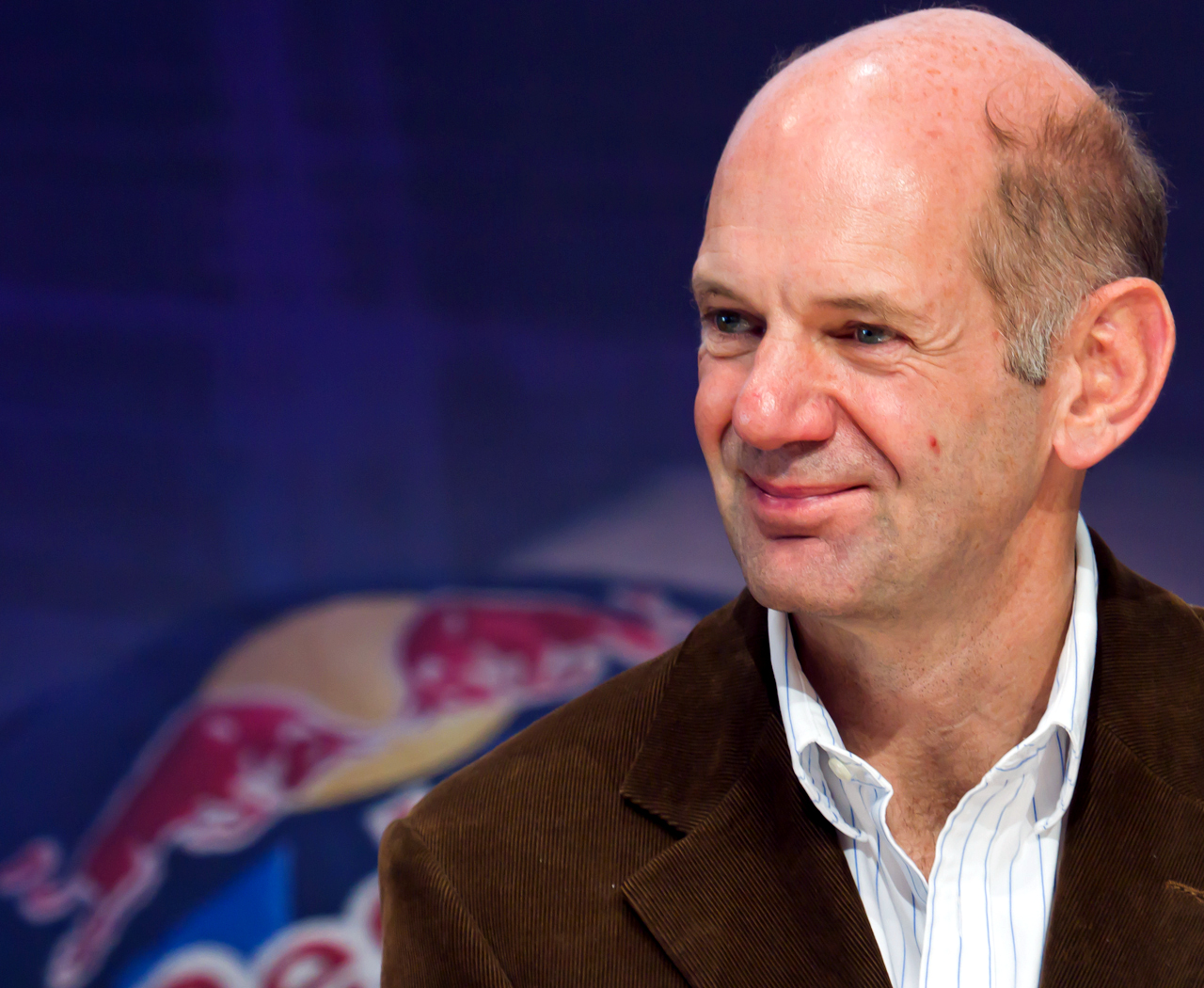
ادريان نيوي المدير الفني للفريق

دريان نيوي، (مواليد 26 ديسمبر 1958) هو مهندس بريطاني في الفورمولا واحد. يشغل حالياً منصب المدير الفني لفريق ريد بول لسباق الفورمولا واحد.
عمل نيوي في سباقات الفورمولا واحد وينديكار كمهندس سباق، وديناميكية هوائية، ومصمم ومدير فني وتمتع بنجاح في كلا الفئتين. يعتبر واحد من أفضل المهندسين في الفورمولا واحد، وقد فازت تصاميم نيوي بالعديد من الألقاب وأكثر من 150 سباق جي آر إكس. وقد فاز بأكثر من أي مصمم آخر بعشر بطولات للبنايات وهو المصمم الوحيد الذي فاز بلقب المنافسين مع ثلاثة فرق مختلفة في الفورمولا واحد، في حين فاز ستة سائقين مختلفين في بطولة السائقين بقيادة تصاميم نيوي. بعد تصميم سيارات الفورمولا واحد الحائزة على بطولة ويليامز إف 1 وماكلارين، انتقل نيوي إلى ريد بُل راسينغ في عام 2007، حيث فازت سيارته ببطولة «فورمولا وان» للسائقين وصانعي السيارات على التوالي في الفترة من 2010 إلى 2013. كما فازت تصاميم نيوي بعناوين «كارت» لعامي 1985 و 1986.

## النشأة والوظيفة
ولد في ستارتفورد أبون آفون، المملكة المتحدة، التحق بمدرسة ريبتون العامة جنبا إلى جنب مع مضيف توب جير السابق جيريمي كلاركسون.طُلب من نيوي مغادرة ربتون في سن السادسة عشرة بعد حادثة في حفل غرينسليد في مبنى بيرز من القرن الحادي عشر في ريبتون، والذي نظمته صانعي المدرسة السادسة، حيث رفع مستويات الصوت على الخلاط في الفرقة، مما أدى إلى تفجير الزجاج الملون للمبنى.حصل نيوي على درجة الشرف من الدرجة الأولى في علوم الطيران والملاحة الفضائية من جامعة ساوثامبتون في عام 1980. مباشرة بعد التخرج بدأ العمل في رياضة السيارات لفريق فيتيبالدي فورمولا واحد تحت هارفي بوستليثويت. في عام 1981، انضم إلى فريق مارس. بعد فترة مهندس سباق لـ «جوني سيكوتو» في سباق الفورمولا 2 الأوروبي، بدأ نيوي بتصميم سيارات السباق. كان مشروعه الأول، سيارة مارس جي تي بي الرياضية، تصميمًا ناجحًا للغاية وحاز على لقب إم آي إس إيه جي تي بي لمدة عامين.

## مهنة في السي آيه آر تي
في عام 1984، انتقل نيوي إلى مشروع إندي كار في مارس، حيث عمل كمهندس ومهندس سباق لبوبي رحال. شكّل نيوي صداقة وثيقة مع رحال، الأمر الذي سيؤثر على حياتهم المهنية بعد حوالي 15 سنة. أخذ تصميم نيوي مارس سي خمسه وثمانون لقب كارت 1985 في أيدي الونسر، وإندي 1985 مع داني سوليفان. في عام 1986 انتقل نيوي إلى كراكو لتصميم سيارة مايكل اندريتي، في حين فاز تصميمه في سي سته وثمانون كارت بلقبكارت وآندي 500 مع بوبي رحال.
في نهاية عام 1986 انضم نيوي لفريق هاس لولا إف ون في محاولة لتحسين حظوظه، ولكن الفريق انسحب في نهاية موسم 1986. في عام 1987 كان يعمل مهندس سباق ماريو أندريتي، أعيد توظيف نيوي في مارس، هذه المرة للعمل في الفورمولا واحد كمصمم رئيسي.

## الفورمولا واحد الوظيفي

### مارس / ليتون هاوس (1988-1990)
كان تصميم إف1 الأول من طراز نيوي، 1988 88 مارس، أكثر قدرة على المنافسة مما توقعه الكثيرون، مع احتلال إيفان كابيلي المركز الثاني في البرتغال، وحتى تمرير توربو الماكلارن-هوندا لفريق ألان بروست لقيادة الجائزة الكبرى اليابانية لفترة وجيزة في اللفة 16. بعض النقاد على الرغم من ذلك، اقترح بحثه عن الكمال الديناميكي الهوائي قد أضر الفريق في مناطق أخرى. ومن الجدير بالذكر أن سائقي الفريق كابيلي وميوريكو جوجلماني (وبطل العالم الثلاثي جاكي جاكي ستيوارت الذي اختبروا السيارة لسلسلة من مقالات الفيديو) شعروا بأن وضع السائق في سيارته الأولى، مارس 881، كان ضيقًا للغاية، فالسيارة تعاني من ضيق الأنف قسم من أجل تحسين تدفق الهواء على السيارة والتعويض عن عدم وجود قوة من محرك جود في8 مقارنة مع توربو هوندا وفيراري.
سجلت مارس 881 أسرع مصيدة سرعة في موسم 1988 لسيارة ذات طابع جوي في التصفيات المؤهلة لسباق الجائزة الكبرى الألماني في هوكنهايم. دفع إيفان كابيلي السيارة 600 حصان (447 كيلوواط، 608 حصان) إلى 312 كم / ساعة (194 ميلا في الساعة) على مواجيز الدارة الطويلة، على الرغم من أن هذا كان لا يزال على مسافة 20 كيلومتر / الساعة (12 ميل في الساعة) أبطأ من (485 كيلو وات).
عندما أصبح مارس سباق ليتون هاوس في عام 1990، حصل نيوي على ترقية للمدير الفني. في فرنسا، احتل كابيلي المركز الثاني بعد تأخره في تمريرة فيرست من فريق بروست، لكن ذلك أثبت أنه نقطة الانطلاق في العام، مع تراجع نتائج الفريق. في صيف عام 1990، تم طرد نيوي، على الرغم من أنه لم يكن مضطرا للانتظار طويلا للعثور على دور آخر. في وقت لاحق قال نيوي: «لقد تم طردي لكنني قمت بالفعل بإعداد ذهني، لأنه بمجرد أن يتم تشغيل فريق من قبل محاسب، فقد حان الوقت للتحرك. لقد عانت ثقتك بنفسك لكن ويليامز اقترب مني.»

## وليامز (1991-1996)
خلال ثمانينيات وتسعينيات القرن العشرين، كان فريق ويليامز إف 1 أحد أفضل الفرق، ولم يضيع المدير الفني باتريك هيد أي وقت في الحصول على عقد. وبفضل ميزانيته الفائقة إلى حد كبير، والسائقين والموارد المتاحة له، أصبح نيوي آند هيد بسرعة شراكة التصميم السائدة في أوائل التسعينات. وبحلول منتصف الموسم 1991، كان هيكل السيارة نيوي إف دبليو14 متقاربًا مع الماكلارن المهيمنة في السابق، لكن مشاكل الموثوقية للموسم الأول ومحاولة أيرتون سينا منع قائد فريق ويليامز نايجل مانسيل من الفوز باللقب.

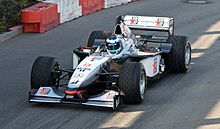
ميكا هاكينن في سيارة ماكلارين

في عام 1992، لن تكون هناك مشاكل، ومع هيمنة هذه الرياضة التي لم تتكرر حتى عصر فيراري / شوماخر، أخذ مانسل تاج السائقين وحصل نيوي على لقبه الأول. قدم عام 1993 ثانية، هذه المرة مع آلاين بروست على عجلة إف دبليو15سي
شهد عام 1994 انخفاضا نادرا في الأداء لسيارات نيوي المصممة والفريق والسائقين يناضلون لمضاهاة بينيتون بي194 المصمم من قبل روري بيرني للتأثير والموثوقية. كارثة ضربت في 1994 سان مارينو الجائزة الكبرى بموت آيرتون سينا الذي التحق ويليامز ذلك العام. وقد ساعدت التهمة في الموسم الأخير، في منع السباقين لشوماخر، في تمكين ويليامز من المطالبة ببطولة الصانعين الثالثة على التوالي. ومع ذلك، لم يتمكن وليامز من الحصول على لقب السائق الثالث على التوالي، ومع اتهامات محتملة للقتل في حادث سينا، بدأت الشقوق تظهر في علاقة نيوي مع إدارة فريق ويليامز.
وبحلول عام 1995، كان من الواضح أن أدريان نيوي كان جاهزًا مرة أخرى ليصبح مديرًا فنيًا للفريق، لكن مع وجود رئيس مؤسس لأسهم ويليامز، وجد طريقه مسدودًا. وفقدت سندات كل من السائقين والمبدعين إلى بينيتون في عام 1995 المزيد من المسافة بين نيوي وويليامز، وبحلول الوقت ضمنت دامون هيل وجاك فيلنوف كلا اللقبين في عام 1996 تم وضع نيوي في إجازة البستنة قبل الانضمام إلى ماكلارين.
انتهت مسيرته في وليامز مع فوز سيارته بـ 59 فوزًا في السباقات، و 78 مركزًا و 60 لفة في أسرع لفة من 114 سباقًا في الفترة من 1991 حتى 1997. وشهدت هذه السنوات السبع فوز 4 سائقين بلقب بطولة العالم.

## ماكلارين (1997-2005)
كان نيوي غير قادر على التأثير على تصميم ماكلارين عام 1997، أُجبر نيوي على محاولة تحسين تصميم نيل أوتلي مع تركيز جهوده على سيارة 1998. الفوز في سباق الجائزة الكبرى الأوروبي عام 1997 شهد دخول الماكلارن خارج الموسم على أعلى مستوى، وعندما استؤنف السباق بعد أربعة أشهر، كانت سيارة ماكلارين إم بي 4/13 هي السيارة التي تمكنت من الفوز. وجاءت الألقاب في عامي 1998 و 1999، وفشلت ميكا هاكينن بفارق ضئيل عن لقب السائق الثالث في عام 2000.
في صيف عام 2001، وقع نيوي عقدًا مع فريق جاكور إف1 يديره صديق نيوي وزميله السابق كارت بوبي رحال. على الرغم من وجود عقد موقّع، لم يتمكن رحال من إتمام الصفقة عندما أقنع رئيس الماكلارن رون دينيس نيوي بالبقاء. وصرح نيوي ورحال في وقت لاحق أن الصفقة فشلت بسبب موقف راحال داخل جاكوار من تقويض نيكي لاودا والسياسة الداخلية في فورد. تم طرد رحال من الفريق بعد عدة أشهر.
على الرغم من بقائه مع الماكلارن، استمرت الشائعات بأن نيوي أراد ترك الفريق، وبحلول نهاية عام 2004، بدأ مستقبله يبدو غير مؤكد عندما بدأت التكهنات بأن المهندس قد يعود إلى وليامز أو حتى يترك الرياضة تماما. على الرغم من الإنكار المضني من قصص رون دينيس استمر في الانتشار خلال موسم 2004/2005 في غير موسمه، كان رحيل نيوي وشيكًا. في أبريل / نيسان 2005، تم التأكيد على أن عقده مع الفريق قد تم تمديده لمدة ستة أشهر حتى نهاية العام، حيث كان من المتوقع أن يأخذ فترة إجازة أو تقاعد من تصميم فورمولا واحد تمامًا، ولكن في 19 يوليو، صرح أن «هذه الخطوة يمكن أن تنتظر» وأنه سيبقى مع الماكلارن لعام 2006.

## ريد بول (2006 إلى الوقت الحاضر)
على الرغم من هذه التأكيدات، أعلن فريق ريد بول ريسينغ في 8 نوفمبر 2005 أن نيوي سينضم للفريق من فبراير 2006. وذكرت صحيفة الجارديان أن نيوي سيحصل على حوالي 10 ملايين دولار سنوياً في ريد بول ريسينغ، المملوكة لملياردير الطاقة النمساوية ديتريش ماتيشيتز، بعدما استغل ماكلارين زيادة راتبه في مفاوضات تجديد العقود.

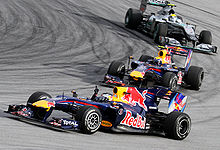
سيباستيان فيتيل ومارك ويبر في سباق ماليزيا عام 2010 في ريد بول آر بي سته. فاز فيتيل بلقبه في بطولة ريد بول في ذلك العام

كان من الصعب على نيوي التأثير على تصميم سيارة 2006 وبدأ موسم ريد بول مع نتائج سيئة، حيث سجل نقطتين فقط من ستة سباقات. ومع ذلك، تمكن ديفيد كولتهارد، سائق الفريق الرئيسي، الذي قاد سيارات نيوي المصممة لسنوات لكل من ويليامز وماكلارين، من الحصول على المركز الثالث وست نقاط في سباق موناكو. وعلى الرغم من المساعدة التي قدمها التقاعد من المنافسين الآخرين، إلا أن المؤشرات تشير إلى أن الفريق بدأ في النهاية في التعافي من النقطة التي توقفت فيها في عام 2005 عندما أنهى المركز السابع بشكل عام. تم تصميم سيارة ريد بول 2007 من تصميمه بواسطة محرك رينو آر إس 26 حيث تم نقل عقد فيراري 056 إلى سكوديريا تورو روسو، «فريق ب» لريد بول ريسينغ. كانت السيارة سريعة بشكل معقول ولكنها غير موثوقة، حيث تقاعد كل سائق سبع مرات في موسم من 17 سباقاً. ومع ذلك، مع استبعاد ماكلارين مرسيدس، حقق ريد بول المركز الخامس في بطولة 2007 للبناة على النحو المستهدف. أشار المديران الفنيان أدريان نيوي وجيوف ويليس إلى أن الشاسيه 2008 كان التصميم الأكثر تعقيدا الذي خرج من المصنع. بدأ الموسم بشكل جيد بالنسبة للفريق، حيث سجل مارك ويبر خمسة نقاط متتالية، وكان كولتارد يدعي وجود منصة في مونتريال. في منتصف الطريق، كان ريد بول في معركة شرسة من أجل المركز الرابع في بطولة كنستركتورز، جنبا إلى جنب مع رينو وتويوتا. ومع ذلك، سجل ريد بول خمس نقاط فقط في النصف الثاني من الموسم (مقارنة بـ 24 في النصف الأول) مع تراجع الفريق إلى أسفل الشبكة. حتى تورو روسو تمكن من تجاوزها بنهاية الموسم.
بدأت سيارة ريد بول 2010 (آر بي سته) الموسم بشكل جيد وأثبتت صلاحيتها في هذا المجال، حيث فازت بالدوائر التي تتطلب نقاط قوة في مناطق مختلفة على نطاق واسع وتكسب بطولة كنستراكتورز. استغرق الأمر 15 من أصل 19 موقعًا محتملًا. في سباق الجائزة الكبرى البرازيلي عام 2010، فازت ريد بول ببطولة أبطال عام 2010. في 14 نوفمبر 2010، عندما فاز ريد بول ببطولة العالم للسائقين مع سيباستيان فيتل، أصبح نيوي المصمم الوحيد في الفورمولا 1 الذي فاز ببطولة كنستراكتورز مع ثلاثة فرق مختلفة من الفورمولا واحد.
بنيت سيارة آربي سبعهموديل 2011 على سرعات آر بي سته وثبتت قدرتها على الاعتماد عليها، مما يجعلها السيارة المسيطرة بوضوح في العلبة. أخذت السيارة 18 من أصل 19 مركزاً وفازت بـ 12 سباقاً. في 9 أكتوبر 2011، فاز ريد بول ببطولة العالم للسائقين، مما جعل سيباستيان فيتيل أصغر بطل مزدوج في تاريخ إف واحد. تابع ريد بول هذا اللقب مع تأمين بطولة كنستراكتورز 'في 16 أكتوبر في سباق الجائزة الكبرى الكوري 2011.
وقد مثلت سيارة نيوي المصممة لعام 2009 خطوة كبيرة في الأداء للفريق، حيث انتهى الشوطان الأولان في شنغهاي، في سباق متأثر بالمطر، وفي سباق الجائزة الكبرى البريطاني، فازهما سيباستيان فيتيل. ذهب ويبر للفوز في ألمانيا قبل ثلاثة أهداف من الفوز للفريق في نهاية الموسم، بما في ذلك واحد آخر في أبو ظبي. أنهى ريد بول الموسم بفارق مريح في بطولة كنستراكتورز.
في 8 يونيو 2014، أعلن ريد بول ريسينغ أن نيوي مدد عقده في الفصول القليلة المقبلة مما منح نيوي مسؤولية أوسع بما في ذلك «مشاريع ريد بُل تكنولوجي» الجديدة. يُزعم أن ريد بول قاومت عقدًا بقيمة 20 مليون جنيه استرليني مقدم من شركة سكوديريا فيراري.
في عصر محركات في6 الحالي، تم إيقاف سياراته عن طريق أداء وحدة الطاقة رينو، ولكن جميعهم باستثناء (آر بي 11 2015) فاز على الأقل بسباقين جراندس بريكس، مع آر بي عشره وآر بي 12 في المركز الثاني في بطولة الصانعين 2014 و 2016.

## أنشطة رياضة السيارات الشخصية
نيوي هو جامع وسائقي السيارات الرياضية، بعد أن شارك في سباقات لو مان ليجند لبضع سنوات. دمر فورد جي تي اربعون أثناء المنافسة في عام 2006، لكنه نجا مع إصبع قطع فقط. وفي وقت لاحق دمر سيارة من طراز «جاغوار» في اجتماع جودوود إحياء.
في عام 2007، انتقل إلى السباقات الحديثة، ليصبح جزءًا من تشكيلة السائق في سيارة إف سي كورس فيراري إف فور ثلاثون لمدة 24 ساعة في لومان. تمكن نيوي وشركاء السائقين بن اوكوت وجو ماكاري من إنهاء السباق رقم 22 مباشرة والرابع في الصف.
للاحتفال بفريقه «ريد بول ريسينغز» الأول والثاني في الصين وبريطانيا العظمى، خدش نيوي حديقة مدير الفريق، كريستيان هورنر من «دونات» في فيراري بكاليفورنيا.
في 15 يونيو 2010، خلال المؤتمر الصحفي لـ سوني إي ثلاثه معرض الترفيه الإلكتروني، تم الكشف عن أن نيوي تعاون كمسؤول تقني رئيسي في لعبة الفيديو غران توريزمو خمسه للبلاي ستيشن ثلاثه. وأظهرت مقطوعة ألعاب نيوي جنبا إلى جنب مع سائق السباق سباستيان فيتيل في مبنى ريد بول تكنولوجي في بريطانيا العظمى في مناقشة مع كازونوري ياموتشي، مصمم ألعاب ياباني هو الرئيس التنفيذي لشركة بوليفيون ديجيتال ومبدع ومنتج لسلسلة غران توريزمو. وقد أدى التعاون الثلاثي في وقت لاحق إلى إتمام السيارات النموذجية ريد بول إكس 2010 وريد بول إكس2011، والتي ظهرت في تلك اللعبة.
في 2 يوليو 2010، تمت مكافأة نيوي مع ريد بول آر دي خمسه الخاص به، فيما يتعلق بإنجازاته مع سباق ريد بول منذ انضمامه للفريق في عام 2007. قاد نيوي السيارة أولاً إلى أعلى التل في مهرجان جودوود 2010 للسرعة.
في 8 أغسطس 2010، شارك نيوي في حادث أثناء مشاركته في كأس جينيتا جي خمسون في حلبة سنيترونت كسائق ضيف. كان يدور في طريق توني هيوز، وكانت سيارته تعاني من آثار جانبية شديدة. تم نقله إلى المستشفى لإجراء فحوصات وقائية، لكنه لم يصب إصابات خطيرة.Adrian Newey#cite note-15
تم تعيين نيوي ضابطًا في وسام الإمبراطورية البريطانية (أو بي إي) في عام 2012 لتكريم العام الجديد للخدمات التي تقدمها شركة موتورسبور.

## العائلة
بدأ ابنه هارسون نيوي مسيرته المهنية في رياضة السيارات، حيث تنافس في أول موسم كامل له في سباقات السيارات في عام 2015، ليحتل المركز الثاني في بطولة فورمولا 4 لبطولة بي دي آر سي وسباقات الفورمولا 4 الألمانية. تحدي إم آر إف خلال الشتاء قبل أن يتقدم إلى بطولة الفورمولا 3 الأوروبية لعام 2016.
تم نشر مذكرات نيوي، «كيفية بناء سيارة»، في نوفمبر 2017.

## وصلات خارجية
- أدريان نيوي على موقع Racing-Reference.info (الإنجليزية)
- أدريان نيوي على موقع DriverDB.com (الإنجليزية)